# Coelostomidia zealandica
Coelostomidia zealandica är en insektsart som först beskrevs av William Miles Maskell 1880.  Coelostomidia zealandica ingår i släktet Coelostomidia och familjen pärlsköldlöss. Inga underarter finns listade i Catalogue of Life.